# Дурасовка (Липецкая область)
Дура́совка — деревня Фащёвского сельсовета Грязинского района Липецкой области.

## История
В справочнике 1927 г. отмечается д. Дурасовка (Красная Деревня) Сошкинской волости, населенная в 1920 г.

## Население
| 2010 | 2013 |
| ---- | ---- |
| 4    | ↗5   |